# 解放勋章
解放勋章，是中华人民共和国政府授予军人的一种勋章，是建国初期中国军事荣誉制度中的第三级。由全国人民代表大会常务委员会决定，中华人民共和国主席授予，自1955年起启用，现已停授。授予的对象是中国人民解放军的军人和文职人员和参与起义的原中华民国国军人员。
解放勋章分为三个等级，即一级解放勋章、二级解放勋章和三级解放勋章，另设有解放奖章。以奖励解放战争时期参战有功而无重大过失的人员和直接领导中华民国国军起义的原国军人员。

## 历史
1955年，第一屆全國人大常委會第七次會議通過決議，根据《中华人民共和国授予中国人民解放军在中国人民革命战争时期有功人员的勋章奖章条例》，將八一勳章、獨立自由勳章、解放勳章，分別授予中國人民解放軍在中國工農紅軍時期、抗日戰爭時期和解放战争時期參加革命戰爭的有功人員。朱德等117人第一批被授予一級獨立自由勳章。
1980年8月26日，第五届全国人大常委会第十五次会议决定，剥夺林彪、谢富治、黄永胜、吴法宪、李作鹏、邱会作获得的一级解放勋章。

## 图案
解放勋章和奖章都以红星和天安门为中心图案。解放勋章的外形为钝五角星形，略章为黄色底色上表示级别的一、二、三道红色竖杠。解放奖章为圆形，勋略样式为红色部分占三分之二和金色部分占三分之一。
解放勋章材质不明。但据传一等解放勋章为纯金。解放奖章主体（原型部分）为银质，外层（除五角星外）为镀金。
|              |                  |              |                  |              |                  |
| 一級解放勳章 | 一級解放勳章略章 | 二級解放勳章 | 二級解放勳章略章 | 三級解放勳章 | 三級解放勳章略章 |

|          |              |
| 解放奖章 | 解放奖章略章 |

## 授予

### 资格
授予在解放战争时期（1945年9月3日－1950年6月30日）参加人民解放军2年以上有功而无重大过失的人员。
- 一级解放勋章：解放战争期间任军级以上及其相当干部。
- 二级解放勋章：期间担任师级及其相当干部。
- 三级解放勋章：期间担任团级、营级及其相当干部。
- 解放奖章授予当时参加中国人民解放军2年以上，或参军虽不满2年但因作战负伤致残的连级以下人员。

授予在第二次国共内战时期（1945年9月3日－1950年6月30日）及以后直接领导國民政府軍起义的原国军人员。
- 起义后参加中国人民解放军2年以上者，按照授予中国人民解放军勋章、奖章的规定办理。
- 不满2年者：
  - 一级解放勋章：直接领导原國民政府軍一个整军以上起义有功的人员；实际操作中领导起义规模不及一个整军但起义本身具有重大影响的人员，亦可授予一级解放勋章；
  - 二级解放勋章：直接领导原國民政府軍一个整师起义有功的人员；
  - 三级解放勋章：直接领导原國民政府軍一个整团起义有功的人员；
  - 解放奖章授予解放战争时期直接领导原國民政府軍一个整排到一个整营起义有功的人员。
- 在解放战争时期直接领导原國民政府軍海军、空军和其他方面起义有功的人员，参照上述规定，授予解放勋章或解放奖章。
- 在1950年6月30日以后直接领导起义建有重大功绩的人员，参照上述规定授予解放勋章或解放奖章。

### 名单
解放奖章数量最多，但是有两批：第一批背面编号为5位数字，发行量5万左右；第二批为6位编号，发行数量不详。

#### 一级解放勋章
一共993人获得一级解放勋章。
- 元帅（10人）：朱德、彭德怀、林彪、刘伯承、贺龙、陈毅、罗荣桓、徐向前、聂荣臻、叶剑英。
- 大将（10人）：粟裕、徐海东、黄克诚、陈赓、谭政、萧劲光、张云逸、罗瑞卿、王树声、许光达。
- 上将（57人）：王平、王震、王宏坤、王建安、王新亭、韦国清、乌兰夫、邓华、甘泗淇、叶飞、吕正操、朱良才、刘震、刘亚楼、许世友、杨勇、杨成武、杨至成、杨得志、苏振华、李达、李涛、李天佑、李克农、李志民、李聚奎、宋任穷、宋时轮、张宗逊、张爱萍、陈士榘、陈再道、陈伯钧、陈奇涵、陈明仁、陈锡联、周桓、周士第、周纯全、赵尔陆、洪学智、钟期光、贺炳炎、郭天民、唐亮、陶峙岳、肖华、萧克、黄永胜、阎红彦、韩先楚、彭绍辉、董其武、傅钟、傅秋涛、谢富治、赖传珠。
- 中将（177人）：丁秋生、万毅、王诤、王必成、王近山、王尚荣、王秉璋、王宗槐、王恩茂、王紫峰、王辉球、王道邦、韦杰、文年生、方强、方正平、邓逸凡、孔从洲、孔石泉、孔庆德、甘渭汉、卢胜、田维扬、邝任农、皮定均、成钧、毕占云、匡裕民、朱明、朱辉照、向仲华、刘飞、刘忠、刘少文、刘西元、刘先胜、刘兴元、刘志坚、刘转连、刘昌毅、刘金轩、刘浩天、刘培善、刘道生、庄田、汤平、孙毅、孙继先、朵噶·彭措饶杰、杜平、杜义德、杨秀山、杨国夫、杨梅生、苏静、李耀、李天焕、李成芳、李寿轩、李作鹏、李雪三、旷伏兆、吴先恩、吴克华、吴法宪、吴信泉、吴富善、吴瑞林、何德全、邱创成、邱会作、余立金、余秋里、张震、张藩、张才千、张天云、张仁初、张令彬、张达志、张池明、张贤约、张国华、张经武、张南生、张祖谅、张翼翔、阿沛·阿旺晋美、陈康、陈仁麒、陈正湘、陈先瑞、陈庆先、林维先、范朝利、欧阳文、欧阳毅、罗元发、罗舜初、周彪、周仁杰、周玉成、周志坚、周赤萍、周希汉、周贯五、冼恒汉、郑维山、胡奇才、赵镕、赵启民、钟汉华、钟赤兵、饶子健、饶正锡、饶守坤、姚喆、贺诚（1962年获）、秦基伟、袁子钦、袁升平、莫文骅、聂凤智、聂鹤亭、顿星云、晏福生、钱钧、倪志亮、徐立清、徐深吉、徐斌洲、郭鹏、郭化若、唐天际、唐延杰、陶勇、萧向荣、萧望东、萧新槐、黄火星、黄志勇、黄新廷、曹里怀、常乾坤、崔田民、康志强、阎揆要、梁从学、梁必业、梁兴初、韩伟、韩练成、韩振纪、彭林、彭明治、彭嘉庆、覃健、程世才、傅连暲、温玉成、曾国华、曾泽生、曾绍山、曾思玉、谢有法、赖毅、鲍先志、詹才芳、蔡顺礼、廖汉生、廖容标、赛福鼎·艾则孜、谭甫仁、谭希林、谭冠三、谭家述、滕海清。
- 少将（618人）：叶长庚、刘子奇、孙超群、苏进、李信、吴世安、汪乃贵、张平凯、金如柏、贺庆积、贺晋年、袁克服、常玉清、韩东山、谭友林、丁先国、王兆相、白志文、朱绍田、刘文学、刘玉堂、苏鳌、李铨、李赤然、吴自立、吴诚忠、张广才、张震东、陈外欧、秦化龙、唐健伯、黄立清、雷震、戴文彬、王力生、王光华、王奇才、王贵德、王效明、王智涛、王集成、王蕴瑞、王耀南、邓克明、石志本、石新安、龙福才、帅荣、叶青山、卢绍武、刘少卿、刘永生、刘贤权、汤光恢、孙仪之、李中权、杨尚儒、杨树根、杨焕民、肖文玖、肖远久、吴西、吴林焕、何以祥、谷广善、邹国厚、张雄、陈坊仁、欧阳家祥、易耀彩、罗华生、周志刚、孟庆山、查国桢、赵杰、钟国楚、段苏权、姜齐贤、袁也烈、钱信忠、徐德操、郭成柱、唐子安、黄霖、黄振棠、黄新友、康健民、彭显伦、鲁瑞林、曾克林、谢立全、谢福林、詹化雨、熊伯涛、潘峰、潘寿才、潘振武、魏洪亮、丁盛、丁世方、马龙、马辉、马文波、马忠全、王直、王义勋、王文模、王云霖、王东保、王永浚、王再兴、王全国、王远芬、王英高、王诚汉、王绍南、王政柱、王振祥、王德贵、韦祖珍、牛书申、方子翼、方升普、方国华、方国安、邓少东、邓东哲、孔令甫、孔俊彪、甘思和、石忠汉、左齐、龙潜、龙开富、龙道权、叶明、叶楚屏、卢仁灿、卢南樵、田厚义、史可全、吉合、成少甫、朱绍清、伍瑞卿、任昌辉、刘义、刘丰、刘何、刘放、刘昌、刘涌、刘彬、刘子云、刘永源、刘华香、刘华清、刘绍文、刘健挺、刘清明、刘禄长、刘锦平、刘福胜、刘毓标、刘德海、刘懋功、江文、江拥辉、江勇为、孙光、孙润华、杜文达、苏启胜、苏焕清、严光、严俊、李平、李发、李贞、李治、李基、李夫克、李少元、李化民、李长暐、李文清、李世焱、李光辉、李兆炳、李泛山、李庆柳、李呈瑞、李迎希、李荆璞、李俭珠、李桂林、李致远、李建良、李家益、李资平、李继开、李彬山、李辉高、李景瑞、李道之、杨中行、杨汉林、杨尚高、杨植亭、杨嘉瑞、肖前、肖元礼、肖永正、肖全夫、肖应棠、肖学林、肖思明、肖新春、吴岱、吴烈、吴宗先、吴泳湘、吴保山、吴嘉民、吴融锋、何辉、何光宇、何廷一、何运洪、何志远、何柱成、何维忠、何敬之、何辉燕、邱蔚、邱子明、邱先通、邱国光、邱相田、余非、余成斌、余述生、余洪远、闵鸿友、况开田、况玉纯、汪少川、汪克明、宋文、宋承志、宋景华、张和、张瑞、张云龙、张元培、张开荆、张日清、张文舟、张文碧、张书祥、张正光、张百春、张闯初、张汝光、张秀龙、张希才、张明远、张国传、张驾伍、张树芝、张济民、张銍秀、张潮夫、陈宏、陈云开、陈文彪、陈发洪、陈华堂、陈远波、陈茂辉、陈金钰、陈宜贵、陈美藻、陈挽澜、陈铁君、陈海涵、陈福初、陈德先、陈鹤桥、林伟、林忠照、林接彪、范子瑜、范忠祥、欧阳平、欧致富、罗通、罗仁全、罗文坊、罗若遐、罗维道、罗湘涛、周彬、周维、周子祯、周长胜、周发田、周纯麟、郑大林、郑国仲、官宗礼、胡大荣、胡正平、胡备文、胡定千、胡炳云、胡继成、胡登高、赵俊、赵文进、赵正洪、赵兰田、赵章成、钟伟、钟辉、钟人仿、钟元辉、钟文法、钟生溢、钟明彪、钟辉琨、侯世奎、段焕竞、姜茂生、祝世凤、胥光义、胥治中、姚运良、姚醒吾、贺健、贺大增、桂绍彬、袁渊、袁佩爵、贾若瑜、夏耀堂、钱江、徐文烈、徐国夫、徐国贤、徐国珍、徐绍华、翁祥初、郭林祥、郭卓辛、郭宝珊、郭炳坤、高志荣、高厚良、高朗亭、高维嵩、唐凯、唐金龙、涂锡道、陶汉章、陶国清、黄有凤、黄连秋、黄作珍、黄忠学、黄径琛、黄曹龙、黄朝天、黄鹄显、曹广化、曹丹辉、曹光琳、曹传赞、曹德连、符确坚、阎捷三、梁仁芥、彭盛、彭胜标、彭富九、彭德清、董永清、覃士冕、覃国翰、喻新华、喻缦云、程业棠、傅传作、傅绍甫、傅家选、傅崇碧、舒行、游胜华、曾涤、曾旭清、曾如清、曾育生、曾保堂、曾祥煌、谢良、谢明、谢斌、谢胜坤、谢振华、谢镗忠、赖春风、蓝侨、雷永通、雷绍康、詹大南、慕生忠、蔡永、蔡长风、蔡爱卿、裴周玉、廖述云、廖政国、廖冠贤、廖海光、漆远渥、谭开云、谭文邦、谭善和、熊飞、熊奎、熊作芳、熊应堂、黎化南、黎有章、樊哲祥、颜东山、颜金生、潘焱、薛少卿、戴正华、戴润生、魏天禄、魏传统、王平水、叶运高、段德彰、龙书金、李人林、彭寿生、万振西、王六生、王良太、邓岳、邓仕俊、邓家泰、匡斌、朱云谦、朱声达、朱虚之、任荣、刘亨云、刘显宜、刘振国、刘新权、江燮元、关盛志、严政、严庆堤、李元、李勃、李士才、李开湘、李水清、李世安、李钟奇、李德生、杨俊生、肖永银、吴习智、吴华夺、吴瑞山、何正文、何振亚、何能彬、余明、余克勤、邹衍、沈启贤、宋玉琳、宋庆生、宋维栻、宋献璋、张万春、张开基、张汉丞、张廷发、张竭诚、陈力、陈德、陈士法、陈志彬、陈明义、陈宗坤、范阳春、罗应怀、周文在、周世忠、查玉升、钟炳昌、贺东生、贺盛桂、徐体山、郭金林、唐健如、黄文明、黄玉昆、黄忠诚、黄炜华、黄荣海、曹思明、盛治华、梁达三、蒋克诚、童炎生、曾威、曾美、曾雍雅、谢锐、谢正荣、谢家祥、阙中一、廖鼎琳、谭知耕、熊兆仁、刘其人、丁莱夫、王凤梧、李觉、张梓桢、赵冠英、于权伸、何克希、沙克、林浩、赵承金、曾生、马卫华、马白山、王之平、王文介、王文轩、王兰麟、王兴纲、王若杰、王其梅、王振乾、王建青、车敏瞧、方之中、廷懋、朱军、仲曦东、刘春、刘中华、刘有光、刘秉彦、阮贤榜、孙克骥、孙端夫、李震、李丙令、李伯秋、李曼村、李福泽、李耀文、吴涛、谷景生、张西三、张秀川、张希钦、张学思、张崇文、张逊之、陈沂、陈锐霆、胡荣贵、封永顺、赵一萍、赵东寰、宫乃泉、索立波、栗在山、贾陶、殷希彭、郭奇、郭维城、高存信、高体乾、唐哲明、梅嘉生、黄远、黄一平、傅继泽、童陆生、谢云晖、谢甫生、解方、裴志耕、谭右铭、王启明、邓兆祥、刘居英、林遵、范明、马尔果夫·伊斯哈科夫、买买提伊敏·伊敏诺夫、祖农·太也夫、曹达诺夫·扎依尔。
- 大校（100人）：罗厚福、尹明亮、左爱、吕黎平、刘镇、李定灼、李梓斌、肖锋、张力雄、张树才、梁金华、谢忠良、黎同新、吕清、杜屏、杜瑜华、杨国宇、李永悌、高立忠、来光祖、张明、雷起云、王作尧、马冠三、王亢、王庆生、王学武、方中铎、叶超、边疆、朱春和、刘国柱、孙正、李君彦、李懋之、杨文安、吴克之、吴树声、宋学飞、张衍、张如三、张怀忠、张缉光、胡炜、胡秉权、赵汇川、赵易亚、高锐、高德西、梁军、梁辑卿、韩庄、董超、鲍奇辰、廖仲符、薛克忠、吴罡（以上1961年晋升少将军衔）、周志飞、王静敏、石瑛、李元、王德、刘苏、李改、吴肃、邱岗、徐立行、裴宗澄、朱家璧、刘善本（以上1964年晋升少将军衔）、尹先炳、冯文华、冯鼎三、昌炳桂、王长江、王子光、王建中、王树君、朱佩瑄、阮平、杨叶澎、杨宗胜、李志明、杨文谟、吴建初、张岗、张孤梅、张俊升、林恺、周绍昆、郑亦胜、南静之、赵光远、俞炳辉、高鹏、高文然、葛燕璋、谢唯进、甄华、唐少田。
- 其他（21人）：王再天、冯白驹、周文龙、周保中、赵寿山、卢汉、高树勋、李明灏、刘文辉、邓宝珊、邓锡侯、马鸿宾、张克侠、张治中、张轸、吴化文、裴昌会、程潜、傅作义、潘朔端、何基沣。[2]

#### 三级解放勋章
- 少校：迟浩田、张万年